# Serie discreta regressiva de Fourier
Na matemática aplicada, a série regressiva discreta de Fourier (RDFS) é uma generalização da transformada discreta de Fourier, onde os coeficientes da série de Fourier são calculados em um sentido de mínimos quadrados e o período é arbitrário, ou seja, não necessariamente igual ao comprimento dos dados. Foi proposto pela primeira vez por Arruda (1992a, 1992b). Ele pode ser usado para suavizar dados em uma ou mais dimensões e calcular derivados da curva suavizada, superfície ou hipersuperfície .

## Técnica

### Série de Fourier regressiva unidimensional regressiva (RDFS)
O RDFS unidimensional proposto por Arruda (1992a) pode ser formulado de forma bastante direta. Dado um vetor de dados amostrados ( sinal ) {\displaystyle x_{n}=x(t_{n})}, pode-se escrever a expressão algébrica:
{\displaystyle x_{n}=\sum _{k=-q}^{q}X_{k}e^{\frac {-i2\pi kt_{n}}{T}}+\varepsilon _{n},t_{n}{\text{ arbitrary }},\quad n=1,\dots ,N.\,}
Tipicamente {\displaystyle t_{n}=n\,\Delta t}, mas isso não é necessário.
A equação acima pode ser escrita em forma de matriz como
{\displaystyle WX=x+\varepsilon .\,}
A solução de mínimos quadrados do sistema linear de equações acima pode ser escrita como:
{\displaystyle {\hat {X}}=(W^{H}W)^{-1}W^{H}x\,}
Onde {\displaystyle X^{H}} é a transposta conjugada de {\displaystyle X}, e o sinal suavizado é obtido de:
{\displaystyle {\hat {x}}=W{\hat {X}}\,}
A primeira derivada do sinal suavizado {\displaystyle {\hat {x}}} pode ser obtido em:
{\displaystyle {\frac {dx}{dt}}(t_{n})=\sum _{k=-q}^{q}{\frac {-i2\pi k}{T}}X_{k}e^{\frac {-i2\pi kt_{n}}{T}},\quad n=1,\dots ,N.\,}

### Série de Fourier regressiva bidimensional regressiva (RDFS)
O RDFS bidimensional ou bidimensional proposto por Arruda (1992b) também pode ser formulado de maneira direta. Aqui, o caso de dados igualmente espaçados será tratado por uma questão de simplicidade. Os casos gerais de grade não igualmente espaçadas e arbitrárias são dados na referência (Arruda, 1992b). Dada uma matriz de dados amostrados ( sinal bidimensional) {\displaystyle x_{mn}=x(\xi _{m},\nu _{n}),m=1,\dots ,M;\ n=1,\dots ,N;} pode-se escrever a expressão algébrica:
{\displaystyle x_{mn}=\sum _{k=-p}^{p}\sum _{l=-q}^{q}X_{kl}e^{\frac {-i2\pi k\xi _{m}}{L_{\xi }}}e^{\frac {-i2\pi l\nu _{n}}{L_{\nu }}}+\varepsilon _{mn},\quad m=1,\dots ,M;\ n=1,\dots ,N.\,}
A equação acima pode ser escrita em forma de matriz para uma grade retangular. Para o caso de amostragem igualmente espaçado : {\displaystyle \xi _{m}=m\Delta \xi ,\nu _{n}=n\Delta \nu \,} temos:
{\displaystyle x_{mn}=\sum _{k=-p}^{p}\sum _{l=-q}^{q}X_{kl}e^{\frac {-i2\pi k\xi _{m}}{L_{\xi }}}e^{\frac {-i2\pi l\nu _{n}}{L_{\nu }}}+\epsilon _{mn},\quad m=1,\dots ,M;\ n=1,\dots ,N.\,}
A solução dos mínimos quadrados pode ser mostrada como:
{\displaystyle {\hat {X}}=(W_{L_{\xi }}^{H}W_{L_{\xi }})^{-1}W_{L_{\xi }}^{H}xW_{L_{\nu }}^{*}(W_{L_{\nu }}W_{L_{\nu }}^{H})^{-1}\,}
e a superfície bidimensional suavizada é dada por:
{\displaystyle {\hat {x}}=W_{L_{\xi }}{\hat {X}}W_{L_{\nu }}^{t}\,}
Onde {\displaystyle X^{H}} é o conjugado, e {\displaystyle X^{t}} é a transposição de {\displaystyle X} .
Diferenciação em relação a {\displaystyle \xi {\text{ and }}\nu } pode ser facilmente implementado de forma análoga ao caso unidimensional (Arruda, 1992b).

## Aplicações
- Aplicações de condensação de dados espacialmente densos : Arruda, JRF [1993] aplicou o RDFS para condensar medições espaciais espacialmente densas feitas com um vibrômetro Doppler a laser antes de aplicar métodos de estimativa de parâmetros de análise modal . Mais recentemente, Vanherzeele et al. (2006,2008a) propôs um RDFS generalizado e um RDFS otimizado para o mesmo tipo de aplicação. Uma revisão do processamento de medição óptica usando o RDFS foi publicada por Vanherzeele et al. (2009).
- Aplicações de derivados espaciais : Batista et al. [2009] aplicaram RDFS para obter derivados espaciais de dados de vibração bidimensionais medidos para identificar propriedades de materiais de modos transversais de placas retangulares.
- Aplicações SHM : Vanherzeele et al. [2009] aplicaram uma versão generalizada do RDFS à reconstrução tomográfica .

## Programas
Recentemente, um pacote que inclui RDFS unidimensional e bidimensional foi desenvolvido para facilitar seu uso no software livre e de código aberto R:
- Pacote AR para RDFS no Github